# Manuela Jemma Uri Memento
|  | Denne artikel er oprettet af botten Steenthbot ud fra en ekstern database. Den kan derfor have sproglige fejl eller mangler. Denne skabelon kan fjernes efter kontrol af indholdet. |

Manuela Jemma Uri Memento er en dansk eksperimentalfilm fra 1981 instrueret af Michael Kirkegaard.

## Handling
Filmen udfolder sig indenfor en klassisk atriumgård præget af forfaldets skønhed. Det centrale i denne meget velkomponerede film er visualiseringen af tiden. Gennem den æstetiske koncentration bliver tiden en konkret, intens oplevelse og giver os en genoplevelse af barnets særlige opslugethed af sin handlinger, barnets selvforglemmende tidsoplevelse.